# NEC Red Rockets Kawasaki
Le NEC Red Rockets Kawasaki (NECレッドロケッツ川崎) sono una società pallavolistica femminile giapponese, con sede a Kawasaki: militano nel campionato giapponese di SV.League; il club appartiene alla NEC Corporation.

## Storia
Nel 2024 cambiano denominazione ufficiale in NEC Red Rockets Kawasaki.

## Rosa 2014-2015
| N° | Nome             | Ruolo | Data di nascita   | Nazionalità sportiva |
| -- | ---------------- | ----- | ----------------- | -------------------- |
| 1  | Miki Yahata      | S     | 30 luglio 1990    | Giappone             |
| 3  | Yeliz Askan      | O     | 13 agosto 1987    | Turchia              |
| 5  | Kaname Yamaguchi | P     | 6 novembre 1989   | Giappone             |
| 6  | Akari Oumi       | S     | 10 novembre 1989  | Giappone             |
| 7  | Miyuki Akiyama   | P     | 27 agosto 1984    | Giappone             |
| 8  | Haruyo Shimamura | C     | 4 marzo 1992      | Giappone             |
| 9  | Risa Shiragaki   | S     | 30 luglio 1991    | Giappone             |
| 10 | Sayaka Iwasaki   | L     | 18 luglio 1990    | Giappone             |
| 11 | Saori Kaneko     | S     | 9 maggio 1992     | Giappone             |
| 12 | Kana Ōno         | C     | 30 giugno 1992    | Giappone             |
| 13 | Miku Torigoe     | L     | 16 ottobre 1992   | Giappone             |
| 14 | Mika Matsuzaki   | C     | 13 dicembre 1990  | Giappone             |
| 15 | Kaori Ueno       | C     | 6 gennaio 1995    | Giappone             |
| 16 | Ayana Oyama      | S     | 13 luglio 1994    | Giappone             |
| 17 | Naoko Yataka     | C     | 2 dicembre 1991   | Giappone             |
| 18 | Nami Sagawa      | O     | 1º agosto 1995    | Giappone             |
| 19 | Mizuki Yanagita  | S     | 26 marzo 1996     | Giappone             |
| 20 | Yuna Okuyama     | P     | 26 settembre 1995 | Giappone             |

## Palmarès
- Campionato giapponese: 7

1987-88, 1996-97, 1999-00, 2002-03, 2004-05, 2014-15, 2016-17, 2022-23, 2023-24
- Coppa dell'Imperatrice: 2

2022, 2023
- Torneo Kurowashiki: 2

1997, 2001
- Campionato asiatico per club: 1

2016
- / V.League Top Match: 1

2015